# Joan Josep Hervàs

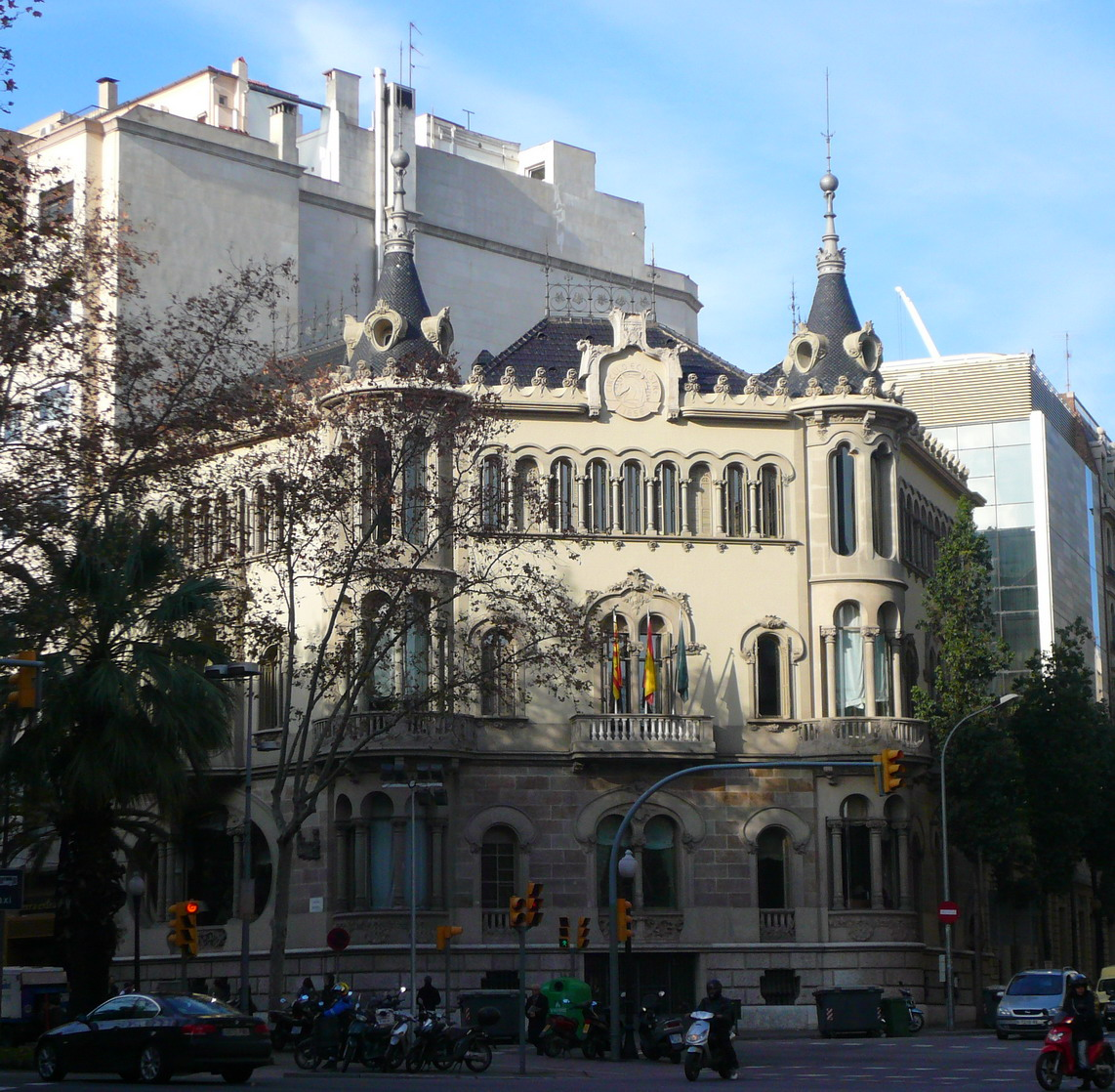
La casa Pérez Samanillo, sede del Círculo Ecuestre

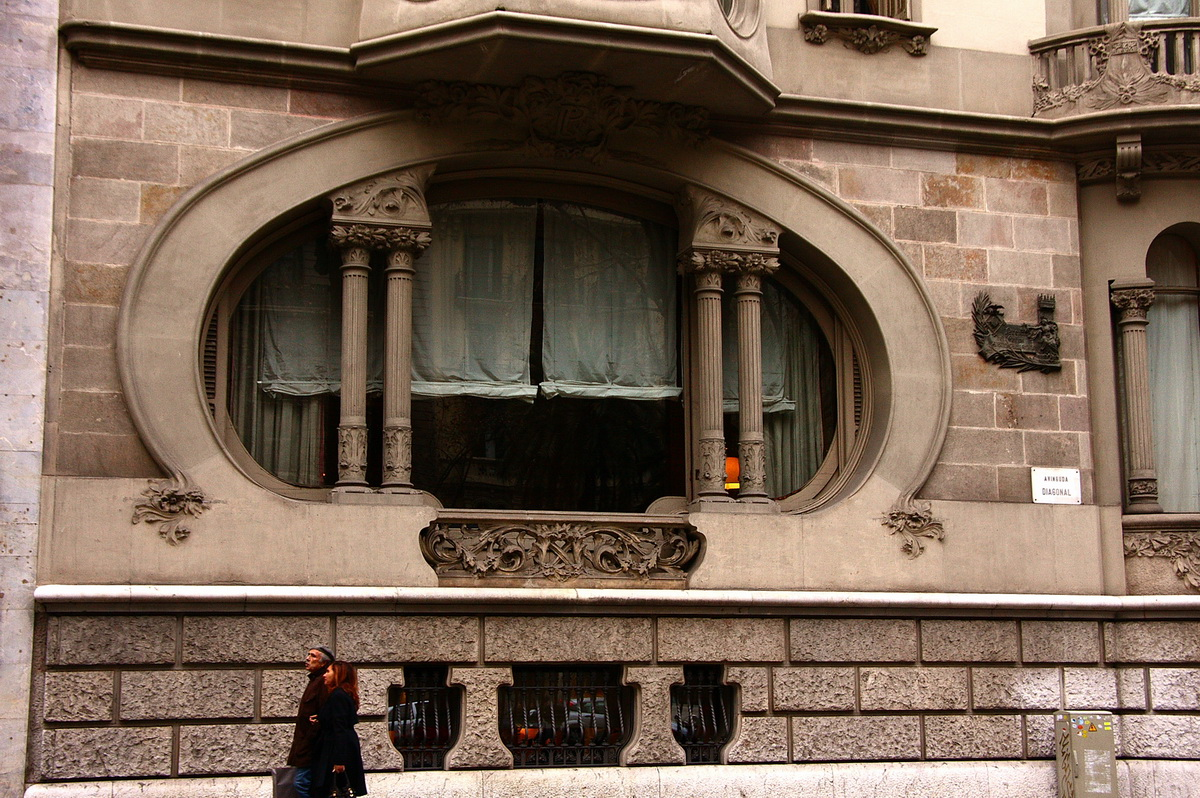
Ventana en la Diagonal de la casa Perez Samanillo

Joan Josep Hervàs i Arizmendi (Barcelona o Rivas de Jarama, 12 de junio de 1850 – Barcelona, marzo de 1914) fue un arquitecto modernista titulado en 1879. Arquitecto municipal de Sitges, de Tortosa y, más tarde, de Manila (Filipinas, 1892 - 1898). El 1911 ganó el premio del concurso anual de edificios artísticos del Ayuntamiento de Barcelona por la casa Pérez Samanillo (c / Balmes, 169), actual sede del Círculo Ecuestre.
El arquitecto contrajo matrimonio con Isabel Sebastià y Silva, natural de Iloílo (Filipinas).